# 威爾金森縣 (密西西比州)
威爾金森縣（英語：Wilkinson County）是美國密西西比州西南部的一個縣，西、南鄰路易斯安那州。面積1,781平方公里。根據美國2000年人口普查，共有人口10,312人。縣治伍德維爾。
成立於1802年1月30日。縣名紀念美國獨立戰爭和1812年戰爭時期軍官、路易斯安那準州州長詹姆斯·威爾金森。